# Province d'Eduardo Avaroa
La province d'Eduardo Abaroa (en espagnol : Provincia de Eduardo Abaroa) est une des 16 provinces du département d'Oruro, en Bolivie. Son chef-lieu est la ville de Challapata.